# Oreochima ellioti
Oreochima ellioti è un pesce osseo estinto, appartenente agli archeomenidi. Visse nel Giurassico inferiore (circa 185 - 180 milioni di anni fa) e i suoi resti fossili sono stati ritrovati in Antartide.

## Descrizione
Questo pesce era di forma allungata e possedeva un corpo snello, di piccole dimensioni; solitamente non oltrepassava i 10 centimetri di lunghezza. Il corpo fusiforme era caratterizzato da un rivestimento di scaglie romboidali, dal margine posteriore frastagliato, disposte in file oblique. La pinna dorsale, piuttosto grande, era posizionata dietro la metà del corpo ed era leggermente più avanzata di quella anale, delle stesse dimensioni. La pinna caudale era biforcuta e dotata di due lobi di eguale dimensioni. Le pinne pettorali e quelle ventrali erano abbastanza ampie.
Oreochima differiva da altri archeomenidi per la presenza di profonde seghettature irregolari sui margini posteriori delle ossa extrascapolare, dermosfenotico, infraorbitale superiore, suborbitale, preopercolare, opercolare, subopercolare e branchiostegali superiori. Il suborbitale era di piccole dimensioni.

## Classificazione
Oreochima è un rappresentante degli archeomenidi, un gruppo di pesci ossei vicini all'origine dei teleostei, a volte inclusi nei folidoforiformi. Oreochima, in particolare, sembrerebbe essere strettamente imparentato con i generi Aphnelepis e Aetheolepis; con quest'ultimo genere sembrerebbero esserci le maggiori somiglianze.
Oreochima ellioti venne descritto per la prima volta nel 1972, sulla base di resti fossili ritrovati in Antartide, nella zona di Storm Peak e in altre zone delle Montagne Transantartiche, in terreni risalenti alla fine del Giurassico inferiore. Il nome del genere si riferisce al nome Storm Peak ("picco delle tempeste"): oreos in greco antico significa "montagna", mentre cheima significa "tempesta".